# Maria De Filippi
Pour les articles homonymes, voir Filippi.
Maria De Filippi, née le 5 décembre 1961 à Milan, est une présentatrice de télévision italienne. 

## Biographie
Maria De Filippi est née à Milan , mais a grandi à Pavie, où elle a fréquenté le lycée humaniste et l'université où elle a obtenu un diplôme en droit. Elle a d'abord travaillé pour le département juridique d'une société de production vidéo à Milan, puis à partir de 1989 pour un cabinet de conseil en communication à Rome. Pendant ce temps, elle a rencontré le journaliste et présentateur Maurizio Costanzo, qu'elle a épousé en 1995.
Avec Alberto Silvestri, De Filippi a développé le talk-show Amici en 1992, qu'elle a elle-même animé sur Canale 5 dès la deuxième saison en 1993. Dès lors, elle apparaît plus fréquemment comme présentatrice de ses propres programmes télévisés sur Mediaset TV, tels que l'émission de rencontres Uomini e donne ou le feuilleton documentaire C'è posta per te. En 2001, elle a lancé avec succès le spectacle de casting Amici di Maria De Filippi (à l'époque encore sous le titre Saranno famosi). D'autres programmes avec la participation de De Filippi comprennent le Festival d'été de musique et les spectacles de casting Italia Got Talent et Tu si Que Vales.
En 2009, la présentatrice a travaillé pour la première fois comme co-modératrice  pour une soirée au Festival de Sanremo produit par la Rai, pour le Festival 2017 elle a été annoncée comme co-modératrice permanente avec Carlo Conti.

## Émissions présentées
- Amiche del Padre (1991)
- Amici (talk show) (1992–2001)
- Ai tempi miei (talk show) (1993)
- Eva Contro Eva (talk show) (1996)
- Uomini e donne (talk show) (1996–)
- Missione Impossibile (1997)
- Coppie (1997–1998)
- Accade Domani (1998)
- C'é posta per te (2000–)
- Colpo di scena (2000)
- Gran premio internazione della tv (2001)
- Amici di Maria De Filippi (reality show) (2001–)
- Volere o volare (2004) (télé-réalité)
- Striscia la notizia (2005) (pendant une semaine)
- Vero amore - Tempetation Island (reality show) (2005)
- Unan1mous (2006)
- Festival di Sanremo 2009 (2009) (en guest star)
- Italia's Got Talent (2009–) (membre du jury)
- Tu si que vales (2013) (membre du jury)

## Sources
- (en) Cet article est partiellement ou en totalité issu de l’article de Wikipédia en anglais intitulé « Maria De Filippi » (voir la liste des auteurs).